# دایان گررو
دایان گررو (انگلیسی: Diane Guerrero؛ زادهٔ ۲۱ ژوئیهٔ ۱۹۸۶) یک هنرپیشه و پدیدآور اهل ایالات متحده آمریکا است. وی از سال ۲۰۱۱ میلادی تاکنون مشغول فعالیت بوده‌است.
از فیلم‌ها یا برنامه‌های تلویزیونی مشهور او، می‌توان به ایفای نقش ماریتزا راموس در سریال نارنجی مد جدید است و نقش جین دیوانه در سریال دووم پاترول اشاره کرد.

## اوایل زندگی
گررو در پاسائیک، نیوجرسی، از یک پدر و مادر کلمبیایی متولد شد و در بوستون، ماساچوست بزرگ شد. وی به عنوان تنها عضو خانواده که تابعیت ایالات متحده را داشت، در سن ۱۴ سالگی در ایالات متحده ماند ولی پدر و مادر و برادر بزرگترش پس از پیگیری ناموفق، برای تابعیت قانونی، به کلمبیا تبعید شدند. گررو از آن زمان به عنوان مدافع سرسخت اصلاحات در امور مهاجرت تبدیل شده‌است.
گررو پس از اینکه توسط خانواده‌های دیگر کلمبیایی گرفته شد، در محله‌های جامائیکا پلین و راکسبری بوستون بزرگ شد. او در آکادمی هنرهای بوستون، یک دبیرستان هنرهای نمایشی، در بخش موسیقی، تحصیل کرد. از جمله فعالیت‌های دبیرستان او آواز خواندن با یک گروه جاز بود اما وی پیش‌بینی می‌کرد که در دانشگاه، به دنبال علوم سیاسی و ارتباطات باشد. اولین شغل وی پس از کالج در دفتر وکالت بود.
در سال ۲۰۱۰، در ۲۴ سالگی، گررو تصمیم گرفت که حرفه بازیگری را دنبال کند. در همان سال، او در موزیک ویدیوی آهنگ "Faces" -براساس آهنگ خواننده R&B (لویی بلو)- در بوستون ظاهر شد. در سال ۲۰۱۱، او به شهر نیویورک نقل مکان کرد و در استودیوی سوزان بتسون بازیگری را آموخت و در آنجا با مدیر خود، جاش تیلور آشنا شد.

## طرفداری

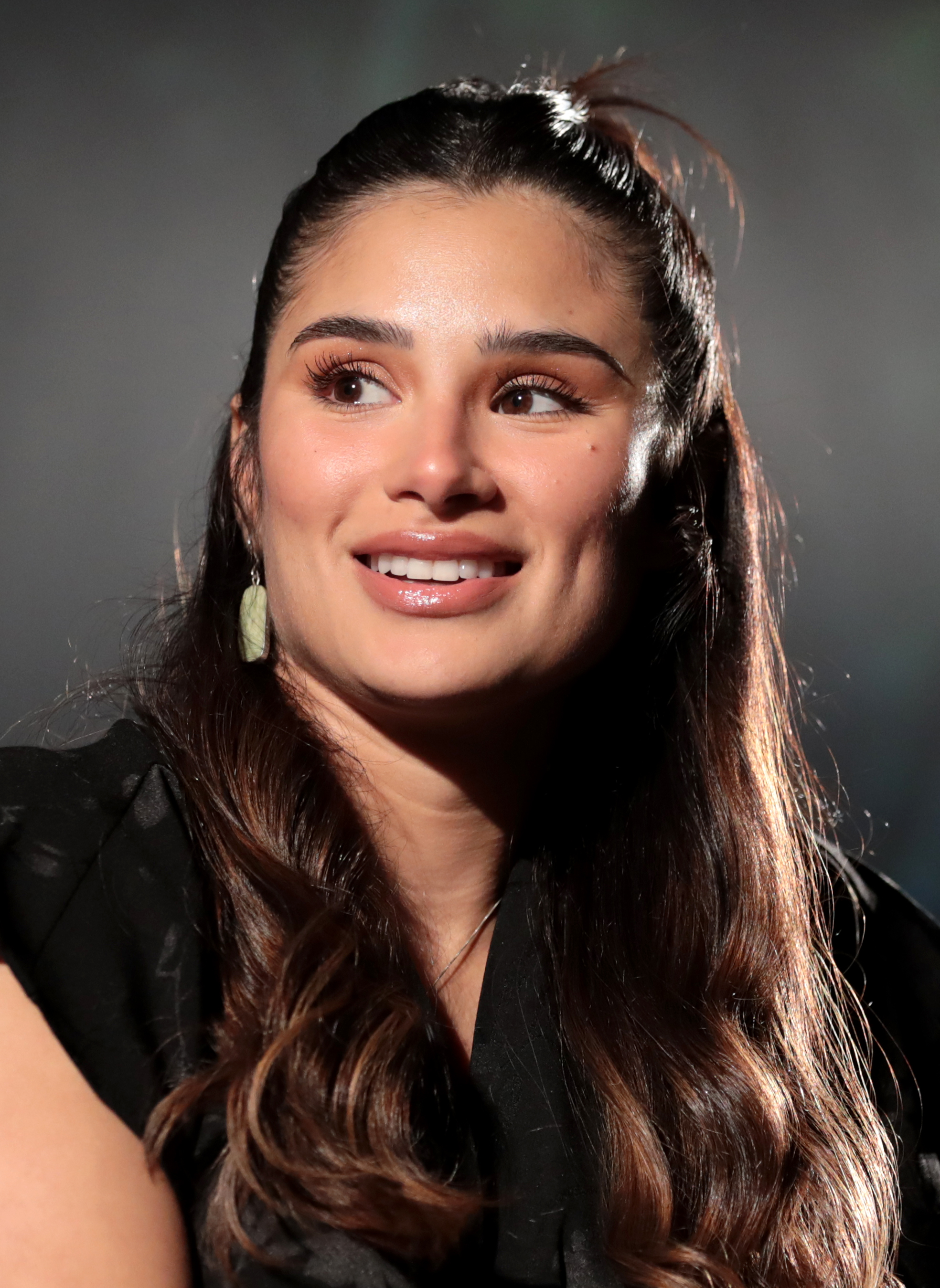
دایان گررو در سال 2023

پس از صحبت علنی در مورد والدین مهاجر خود در مقاله ای برای لس آنجلس تایمز، گوررو طرفدار جامعه مهاجران شد. او داوطلب و سفیر مرکز منابع حقوقی مهاجرت است، یک سازمان غیرانتفاعی که هدف آن آموزش مردم در مورد مسائل جامعه مهاجران می‌باشد. او همچنین عضو هیئت مدیره سازمان غیرانتفاعی ملی Mi Familia Vote شد که می‌خواهد جوامعی را برای عدالت اجتماعی درگیر کند.
در سپتامبر ۲۰۱۵، وی توسط باراک اوباما به عنوان یکی از سفیران ریاست جمهوری برای شهروندی و تابعیت انتخاب شد. در ۲۴ مه ۲۰۱۸، وی برای فعالیت‌های اجتماعی خود، در جایزه مهاجرت و حقوق مدنی فیلیپ برتون ۲۰۱۸ شناخته شد.

## فیلم‌ها و سریال‌ها
- جین باکره در نقش لینا سانتیلان (نقش دوره ای، ۲۴ قسمت)
- نارنجی مد جدید است در نقش ماریتزا راموس (نقش دوره ای، ۵۷ قسمت)
- اموتیکون ;) در نقش آماندا نوینز[۱۴]
- مرد من بازنده است در نقش مالیا
- مظنون در نقش اشلی[۱۵]
- لیگ عدالت در برابر پنج کشنده در نقش جسیکا کروز (صداپیشه)
- دووم پاترول در نقش جین دیوانه (نقش اصلی)
- انکانتو (افسون) در نقش ایزابلا مادریگال (صداپیشه)